# Eupithecia laricis
Eupithecia laricis là một loài bướm đêm trong họ Geometridae.